# Städtische Werke Überlandwerke Coburg

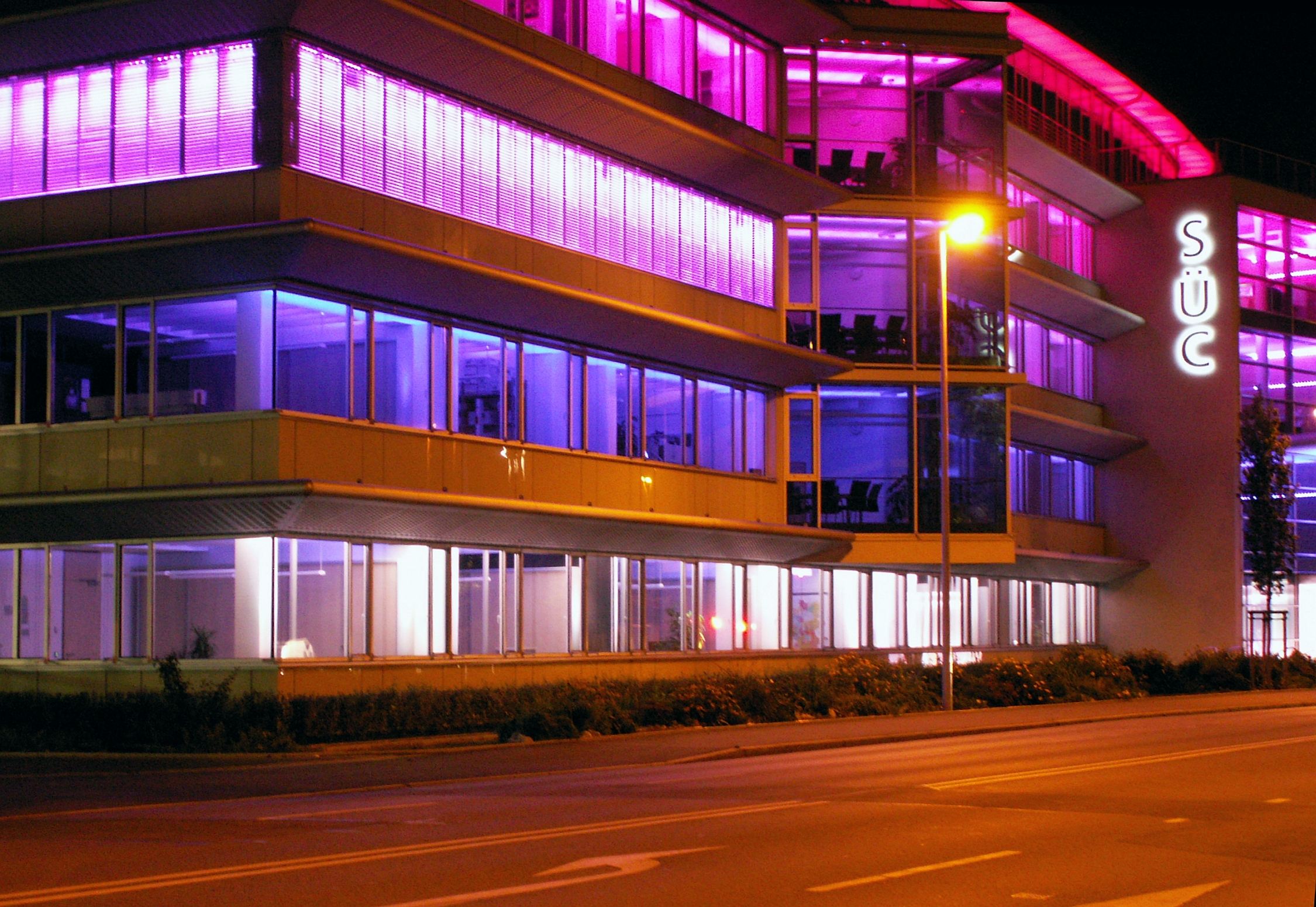
Farbige LED-Illumination der Fassade des SÜC-Verwaltungsgebäudes (2007)

Die Städtische Werke Überlandwerke Coburg GmbH (SÜC) ist das Energieversorgungsunternehmen der Stadt Coburg, das vor allem die Stadt und teilweise den Landkreis Coburg mit Strom, Erdgas, Fernwärme, Trinkwasser und Telekommunikation beliefert, aber auch in Coburg die öffentlichen Schwimmbäder und den öffentlichen Personennahverkehr betreibt. Sitz des Unternehmens ist Coburg.

## Unternehmensstruktur
Die SÜC-Unternehmensgruppe besteht aus der leitenden Holding Städtische Werke Überlandwerke Coburg GmbH und ihren beiden operativ eigenständigen Tochtergesellschaften SÜC Energie und H2O GmbH, SÜC Bus und Aquaria GmbH sowie SÜC Verkehrslandeplatz GmbH. Außerdem ist die Gesellschaft Eigentümer der süc // dacor GmbH, einem IT-Dienstleister. Alleineigentümer des SÜC-Konzerns ist die Stadt Coburg. Die Gesellschaft ist 1998 aus dem gleichnamigen kommunalen Eigenbetrieb entstanden. 1999 wurden die beiden Tochtergesellschaften gegründet. 530 Mitarbeiter sind im SÜC-Konzern angestellt.
Hervorgegangen ist das Unternehmen aus den städtischen Gas-, Wasser- und Elektrizitätswerken, die 1912 unter eine einheitliche Werkleitung zusammengefasst wurden. 1933 wurden die zeitweise abgespalteten, selbstständigen Überlandwerke wieder eingegliedert. Die Holding SÜC GmbH beschäftigt 100 Mitarbeiter. Die Geschäftsführung hatte bis 31. März 2024 Wilhelm Austen. Ab 1. April 2024 ist Franz-Josef Loscar der neue Geschäftsführer.

## SÜC Energie und H2O GmbH

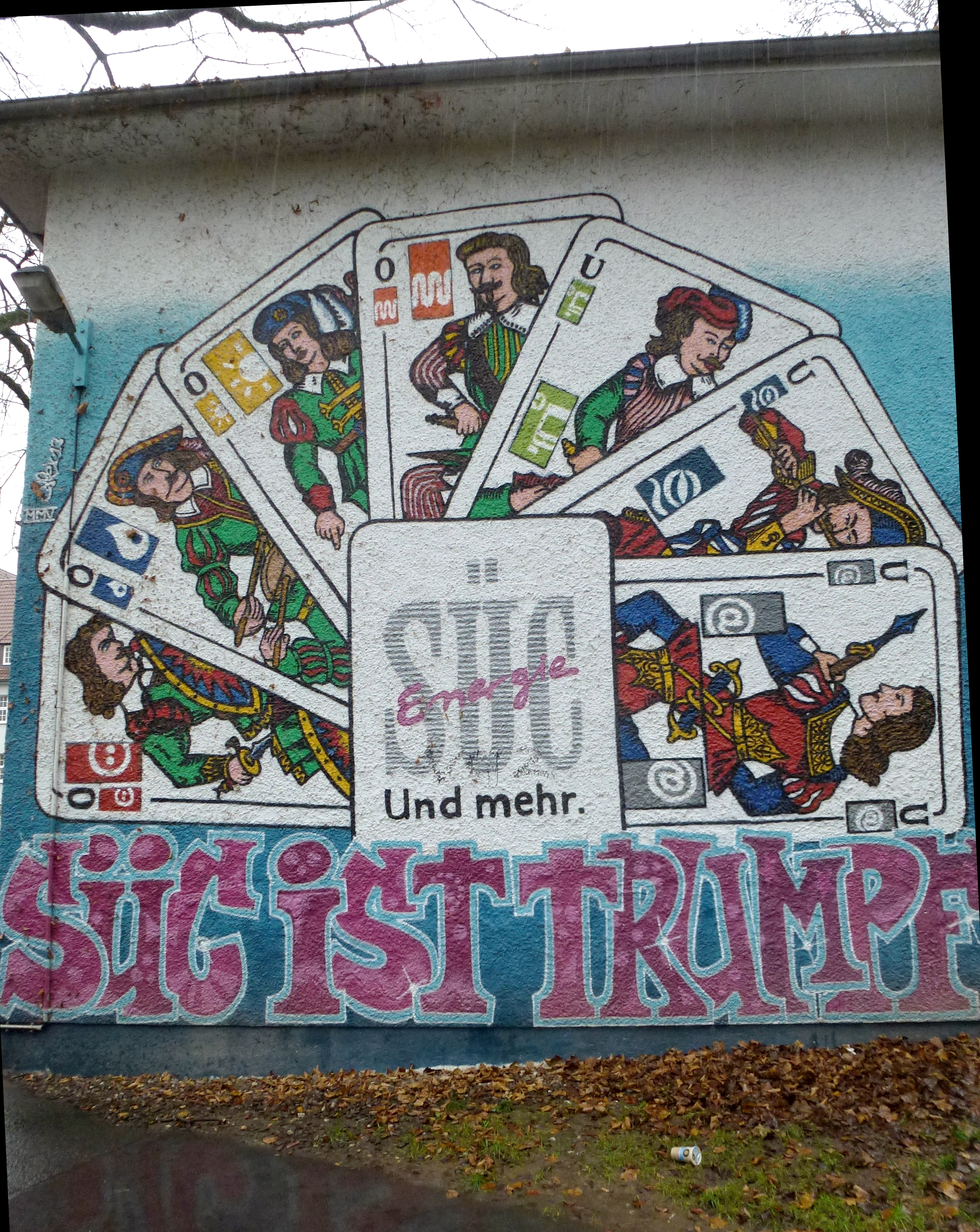
SÜC ist Trumpf

Die SÜC Energie und H2O GmbH versorgt die Bevölkerung mit Elektrizität, Gas, Trinkwasser und Fernwärme. Rund 64 % der gesamten Umsatzerlöse erwirtschaftet die Elektrizitätsversorgung, gefolgt von der Gasversorgung mit 20 %. 274 Mitarbeiter beschäftigt das Unternehmen. Durch Sacheinlagen ihres Trinkwassernetzes halten die Landkreisgemeinden Niederfüllbach, Weidhausen und Weitramsdorf rund 3,6 % des Stammkapitals der SÜC Energie & H2O GmbH.

### Stromnetz

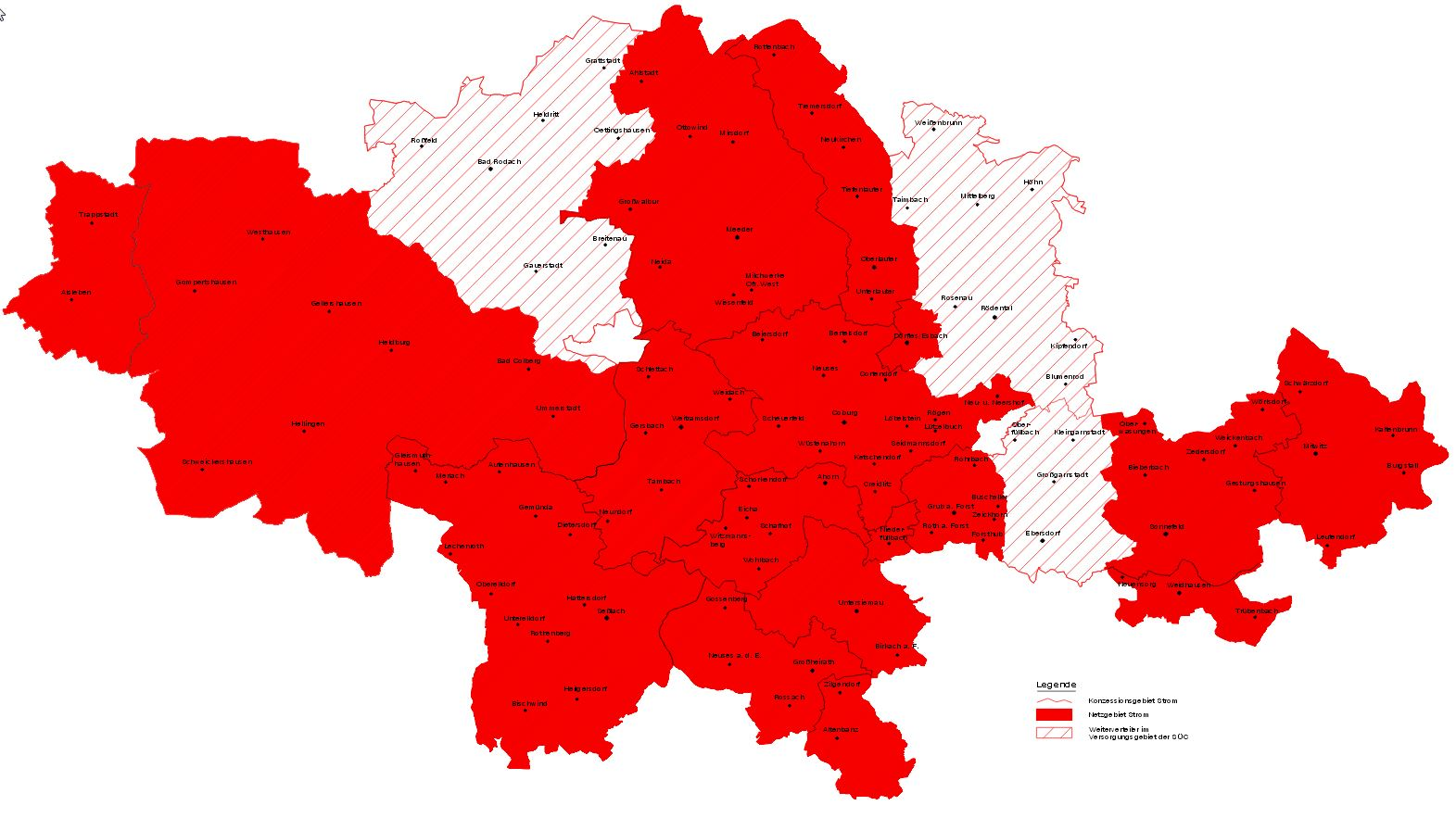

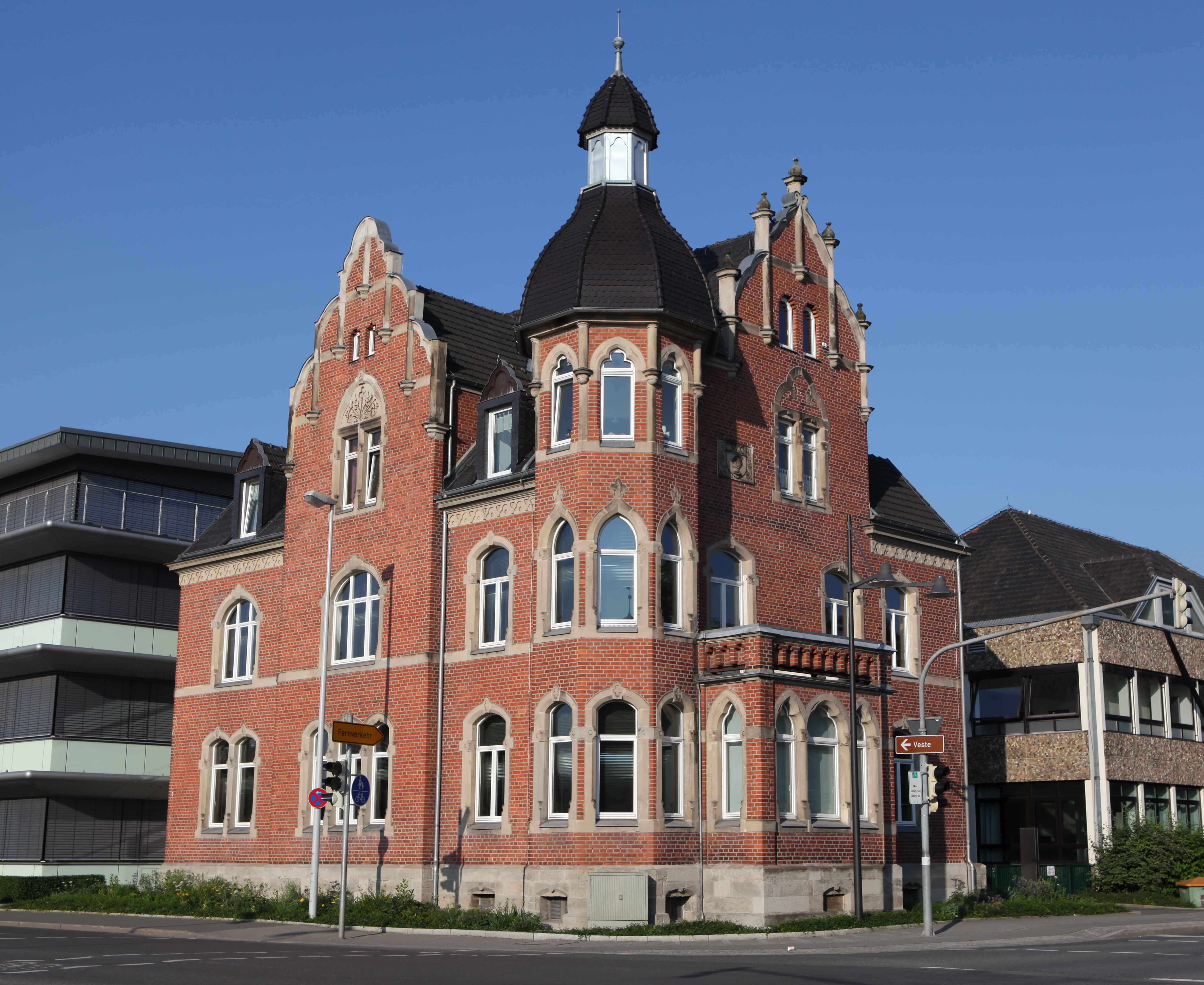
Ehemaliges Verwaltungsgebäude des Elektrizitätswerkes

1902 begann der Bau eines Elektrizitätswerkes durch die Firma Gebrüder Körting, das ab dem 16. April 1903 die Gleichstromerzeugung mit Gasmaschinen aufnahm. Am 1. Januar 1909 geht das Werk in städtisches Eigentum über. In den folgenden Jahrzehnten bauten die Städtischen Elektrizitätswerke die Eigenerzeugung von Gleichstrom aus, wobei Dieselmotoren und Wasserkraftanlagen zur Anwendung kamen. 1934 wurden im Stadtgebiet etwa 2,3 Millionen Kilowattstunden verbraucht, 1944 waren es 7,9 Millionen. 1938 begann in den Außenbezirken die Umstellung auf die Versorgung mit Drehstrom, die 1955 abgeschlossen war. Zentrale Punkte der städtischen Stromversorgung sind die Schalthäuser Süd bei Ketschendorf und Nord in der Rodacher Straße.
Zur Versorgung der Nachbargemeinden Coburgs wurde 1911 ein Überlandwerk gegründet, dass ein Jahr später 14 Orte über ein Drehstromnetz, anfangs mit einer Betriebsspannung von 6 Kilovolt, versorgte. 1919 kam es zur Einspeisung von Fremdstrom der Bayerischen Elektrizitäts-Lieferungsgesellschaft aus Bayreuth, der 1923 durch einen Strombezugsvertrag mit der Nordfränkischen Überlandzentrale aus Bamberg (das spätere Überlandwerk Oberfranken) ersetzt wurde. 1931 übernahm das Städtische Werk die Betriebs- und Geschäftsführung des Überlandwerkes. 1934 ging das Laufwasserkraftwerk Hausen am Main in Betrieb. 1953 folgte die Umbenennung der Städtischen Werke Coburg in Städtische Werke Überlandwerke Coburg, das 34 Millionen Kilowattstunden an die Kunden abgab. Der Anschluss an das 110 Kilovolt Hochspannungsnetz wurde mit einem Umspannwerk in Neuses 1956 hergestellt.
Das Netzgebiet der SÜC umfasst heute die Stadt Coburg, einen großen Teil des Landkreises Coburg und einige Städte und Gemeinden in den Landkreisen Hildburghausen, Kronach, Lichtenfels und Rhön-Grabfeld. Es ist über vier Umspannwerke an das Übertragungsnetz der Bayernwerk AG angebunden.
Zusätzlich speisen Wasserkraftwerke, Solaranlagen, Kraft-Wärme-Kopplungsanlagen, ein Windpark, Biogasanlagen und Blockheizkraftwerke in das Netz ein. Innerhalb des Netzgebietes unterhalten zwei Stadtwerke und eine Gemeinde eigene Verteilungsnetze (Weiterverteiler).
Im Jahr 2015 wurden rund 598 Gigawattstunden an etwa 58.300 Kunden verkauft.

### Gasversorgung

Alte Heizzentrale des Gaswerks (1907)

Am 22. Oktober 1854 wurde vor dem Ketschentor eine Fabrik zur Holzgaserzeugung eröffnet, die der Unternehmer Ludwig August Riedinger aus Augsburg errichtete und an die Heilbronner Firma Gustav Schaeuffelen verpachtete. 1865 folgte die Umstellung auf Kohlevergasung, 1885 erwarb die Stadt Coburg das Gaswerk. Aufgrund des stark wachsenden Verbrauchs auf 1,2 Millionen Kubikmeter Stadtgas kam es 1907 zum ersten großen Um- und Ausbau der städtischen Gaswerke, die nächsten Baumaßnahmen folgten Anfang der 1930er und 1950er. Im Jahr 1953, als ein neuer Gasbehälter mit 20.000 Kubikmeter (auf 30.000 erweiterbar) Fassungsvermögen und 30 Meter Gerüsthöhe in Betrieb genommen wurde, wurden 6,1 Millionen Kubikmeter produziert. Nach dem Anschluss an das Ferngasnetz mit Raffinerie- und Kokereigas im Jahr 1965 wurde das Gaswerk stillgelegt und zurückgebaut. 1971 folgte die Umstellung auf Erdgas und 1993 der Abriss der Gasbehälter.
Das Versorgungsgebiet umfasst die Stadt Coburg mit allen Stadtteilen (außer Glend und Neu- und Neershof), außerdem die Gemeinden Dörfles-Esbach und Lautertal, die Kerngemeinden Ahorn und Großheirath mit dem Ortsteil Rossach sowie den Ortsteil Weidach der Gemeinde Weitramsdorf. Im Jahr 2015 wurden rund 472 Millionen kWh über das Erdgasnetz der SÜC an etwa 12.100 Kunden (Zählpunkte) verkauft.

### Trinkwasserversorgung

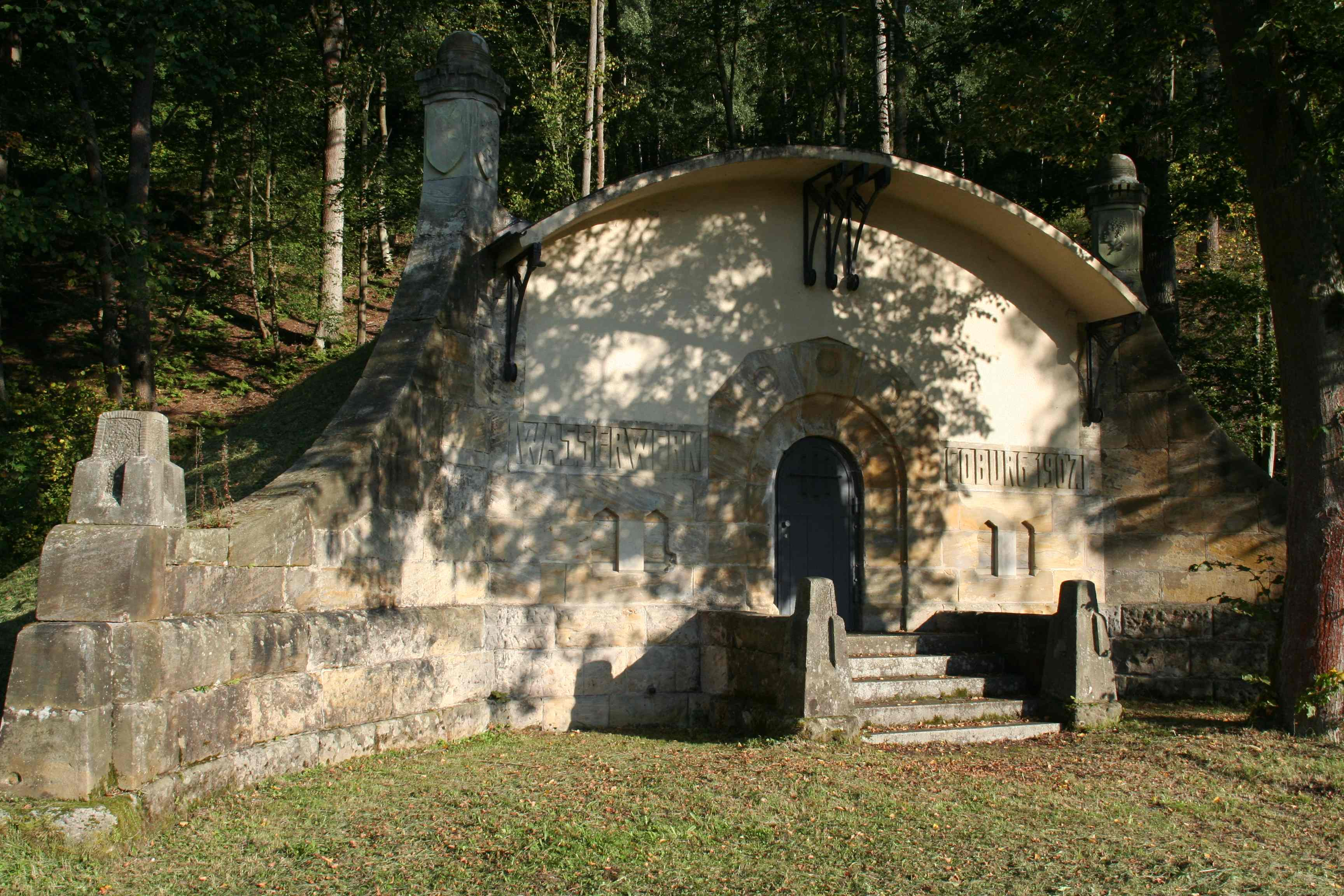
Brunnenhaus in Fischbach

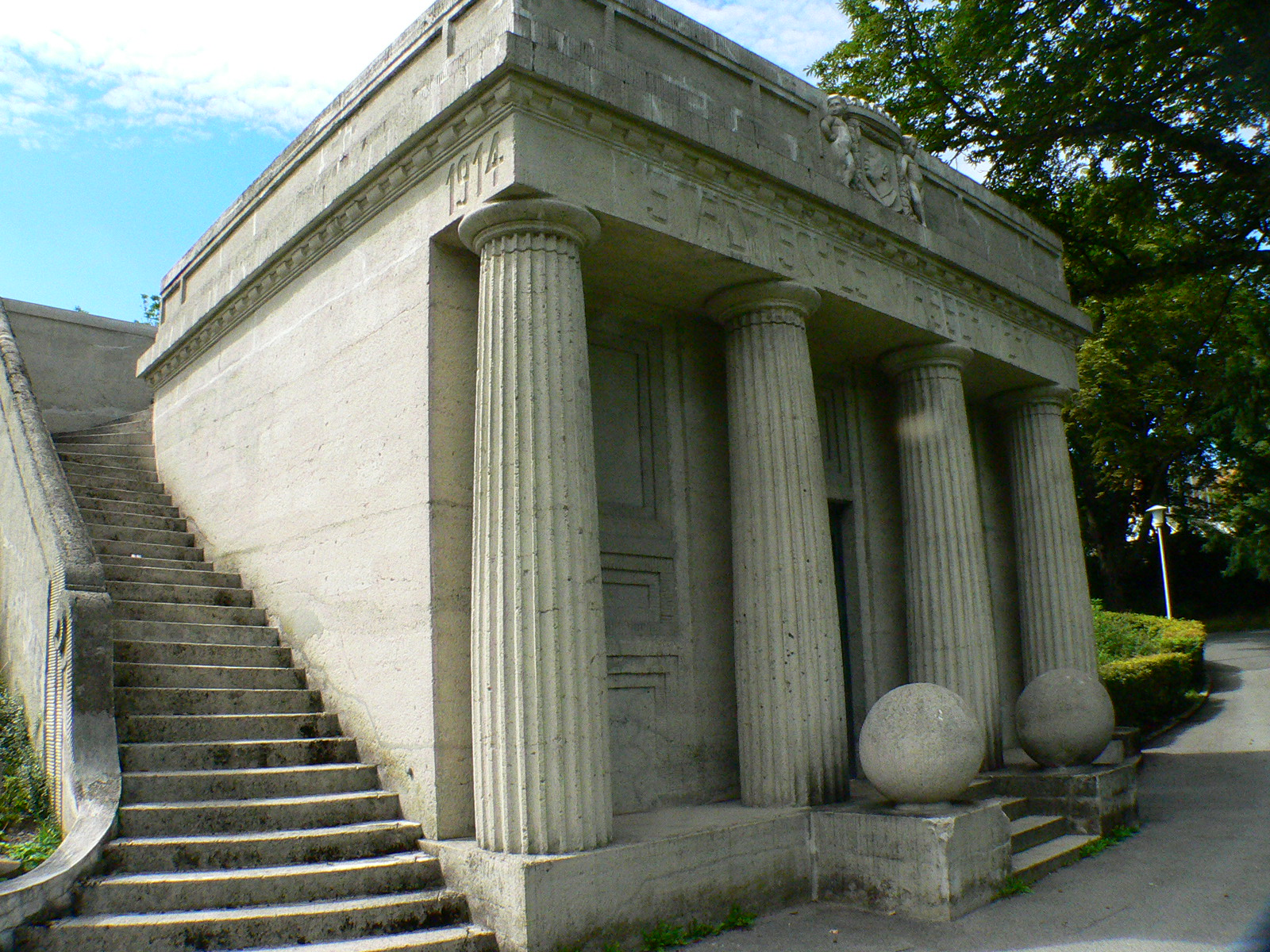
Hochbehälter Plattenäcker

Im Jahr 1890 begannen die Arbeiten an einer zentralen Wasserversorgung Coburgs, die 1894 abgeschlossen waren. Dazu wurden sieben Quellen bei Fischbach, unterhalb des heutigen Froschgrundsees, gefasst und über eine 13 Kilometer lange Gussrohrleitung mit 325 Millimeter Durchmesser und natürlichem Gefälle von etwa 40 Metern mit einem 1300 Kubikmeter großen Hochbehälter an der Nordlehne sowie über ein Pumpwerk am Heiligkreuz mit einem 400 Kubikmeter großen Hochbehälter am oberen Festungsberg verbunden. Steigender Wasserverbrauch bei etwa 600 Tausend  Kubikmeter Wasserverbrauch hatte in den 1910er Jahren den Bau des 1000 Kubikmeter großen Hochbehälters Plattenäcker und eines 400 Kubikmeter großen Hochbehälters auf dem Himmelsacker sowie zusätzliche vier Brunnen zur Folge. Mitte der 1930er wurde die Wasserversorgung um einen Tiefbrunnen bei Mönchröden erweitert. Der starke Bevölkerungszuwachs nach dem Zweiten Weltkrieg verursachte einen Anstieg des Wasserverbrauchs auf etwa 1,7 Millionen Kubikmeter. Dies erforderte den Bau  einer Druckerhöhungsanlage und einen neuen Tiefbrunnen in Mittelberg bei Fischbach. Außerdem wurde ein Hochbehälter mit einem 1500 Kubikmeter Fassungsvermögen am Eckartsberg errichtet, der Behälter auf dem Himmelsacker vergrößert und ein weiterer Tiefbrunnen bei Mönchröden gebohrt, dem weitere folgten. 1978 kam der Anschluss an das Leitungsnetz der Fernwasserversorgung Oberfranken, 1985 weihten die Städtischen Wasserwerke in Cortendorf ein neues Wasserwerk ein.
Zum Versorgungsgebiet gehören inzwischen außer der Stadt Coburg die Gemeinden Dörfles-Esbach, Lautertal, Grub am Forst, Niederfüllbach, Weidhausen und Weitramsdorf. Darüber hinaus beliefert die SÜC die Gemeinde Meeder mit Trinkwasser für die Ortsteile Beuerfeld und Moggenbrunn.
Für Coburg, Dörfles-Esbach und Lautertal fördert die SÜC jährlich ca. 3 Millionen m³ Trinkwasser aus 13 Tiefbrunnen in den Gewinnungsgebieten Mönchröden und Mittelberg. Für Grub am Forst, Niederfüllbach, Weidhausen und Weitramsdorf bezieht die SÜC etwa 1,1 Millionen m³ pro Jahr von der Fernwasserversorgung Oberfranken (FWO).

### Fernwärmeversorgung
1957 war das städtische Fernheizkraftwerk auf Kohle-Basis fertiggestellt. Ab 1959 belieferte es vor allem nahegelegene öffentliche Gebäude wie Schulen, das Ernst-Alexandrinen-Volksbad und den Schlachthof mit Fernwärme. Seit Ende 1988 wird Fernwärmenetz Coburgs durch das Müllheizkraftwerk im Coburger Stadtteil Neuses versorgt. Zusätzlich besteht an der Uferstraße eine erdgasbetriebene Kraft-Wärme-Kopplungsanlage. Das Versorgungsgebiet mit Fernwärme umfasst vor allem die Coburger Innenstadt. 2007 wurden etwa 72 Gigawattstunden verkauft.

## SÜC Bus und Aquaria GmbH

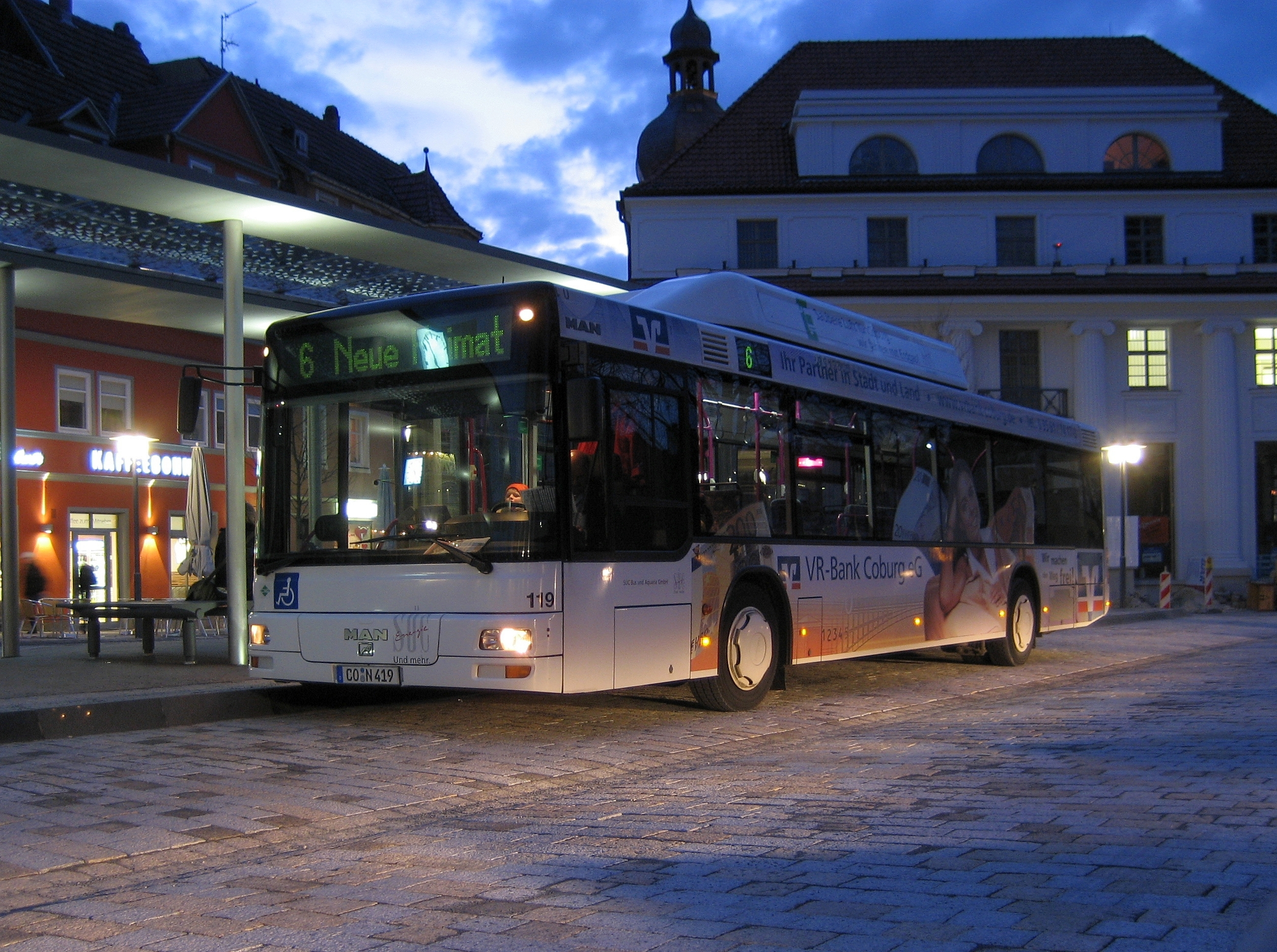
Ein MAN NL 313 CNG der SÜC am Theaterplatz

Die SÜC Bus und Aquaria GmbH betreibt in Coburg und den Nachbargemeinden Niederfüllbach, Unter- und Oberlauter (Gemeinde Lautertal), Dörfles-Esbach und Ahorn den öffentlichen Personennahverkehr, vor allem mit Bussen, und in Coburg das Hallen- und Freibad. 117 Mitarbeiter beschäftigt das Unternehmen.
Seit dem 15. Dezember 1948 erfolgt der Stadtomnibusbetrieb durch die Städtischen Verkehrsbetriebe und ist seit dem 1. Januar 2024 im Verkehrsverbund Großraum Nürnberg (VGN) integriert. Im Jahr 2024 wird der Nahverkehr in Coburg mit neun Hauptlinien und einer Rufbuslinie betrieben. Jährlich werden ungefähr 5 Millionen Fahrgäste befördert. Seit Mitte Juni 2001 ist der Verkehrsbetrieb mit seinem Betriebshof auf dem SÜC-Gelände am Schillerplatz untergebracht.
Das Freibad in der Rosenauer Straße wurde 1926, das daneben liegende Hallenbad 1973 eröffnet. Die Bäder wurden 1998 „Aquaria“ getauft und von der Stadt Coburg auf die SÜC übertragen. Der letzte Um- und Neubau war Ende 2004 abgeschlossen.